# TUDN Radio

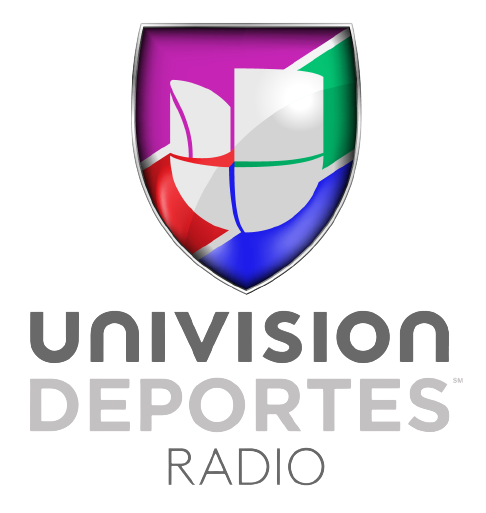

TUDN Radio (anteriormente Univision Deportes Radio) es una cadena de radio deportiva estadounidense en idioma español, operada por Uforia Audio Network, una división de Univision Communications. Empezó a emitir el 15 de marzo de 2017 en diez estaciones de radio AM y FM, la mayoría de las cuales anteriormente estaban afiliadas a la desaparecida Univision America, que cerró en 2015. La cadena cuenta con estaciones en los estados de Arizona, California, Texas, Illinois, Nevada, Nueva York y Florida, cubriendo la mitad de la población hispana del país.
Si bien su enfoque principal es el fútbol, Univision Deportes Radio compitió contra ESPN Deportes Radio, radio de temática similar propiedad de ESPN Inc., hasta el cierre de esta en 2019, la cual tenía 40 estaciones en 14 estados.
El 20 de julio de 2019, la cadena pasó a llamarse TUDN Radio (Televisa Univision Deportes Network), como parte de un relanzamiento multiplataforma de la división Univision Deportes como TUDN, en asociación con Televisa. Con el fin de ESPN Deportes Radio en septiembre de 2019, la cadena tomó algunas de sus antiguas estaciones (incluida KWKW de Los Ángeles).
La emisora se puede escuchar a través de radio terrestre, TuneIn, IHeartRadio, internet y la aplicación de Uforia.

## Programación
En los inicios de la cadena, su programación consistía principalmente en versiones de radio de ciertos programas de Univision Deportes Network, como Locura deportiva (transmitido originalmente en Univision América), Contacto deportivo y Fútbol Club, así como producciones propias que incluyen Buenos días América, El tiradero y Tribuna interactiva.
La cadena también transmite selectos partidos de fútbol de las ligas nacionales, en específico de Liga MX, La Liga, Ligue 1, Primeira Liga y Serie A.
Las estaciones transmiten juegos de equipos profesionales locales, incluidos Los Angeles Angels, Chicago Cubs, Chicago White Sox, New York Yankees, Arizona Diamondbacks y los Texas Rangers de la Major League Baseball; el FC Dallas, Houston Dynamo, LA Galaxy y Chicago Fire de la Major League Soccer; los Chicago Bulls, Phoenix Suns y Dallas Mavericks de la National Basketball Association; los Chicago Bears, Los Angeles Rams y Arizona Cardinals de la National Football League; y los Chicago Blackhawks y Los Angeles Kings de la National Hockey League.

### Voces
- Juan Carlos Ávalos
- María Fernanda Alonso
- Leslie Soltero
- Gabriel Sainz
- Diego Peña
- Luis Manuel Gómez Luna
- Gustavo Rivadeneira
- Julio César Quintanilla
- Juan Antonio Murillo
- Miguel Ángel Méndez
- Luis Quiñones
- Reinaldo Navia
- Javier Ledesma
- Ramón Morales
- Pedro Antonio Flores
- Marcelo Salazar
- Max Andalón
- Jorge Rubio
- Romina Castenni
- Andrea Martínez

## Afiliadas
Todos las estaciones afiliadas son pertenecientes y son operadas por Univision a menos que se indique lo contrario.
- XEPE 1700 kHz (Tijuana, Baja California)[nota 1]
- KTMZ 1220 kHz (Pomona, California)[nota 2]
- KWAC 1490 kHz (Bakersfield, California)[nota 2]
- KWKW 1330 kHz (Los Ángeles, California)[nota 2]
- KMXA 1090 kHz (Aurora, Colorado)[nota 3]
- WQBA 1140 kHz (Miami, Florida)
- WEFL 760 kHz (West Palm Beach, Florida)
- WKRS 1220 kHz (Waukegan, Illinois)[nota 4]
- WRTO 1200 kHz (Chicago, Illinois)
- WTTM 1680 kHz (Lindenwold, Nueva Jersey)[nota 5]
- WADO 1280 kHz (Ciudad de Nueva York, Estado de Nueva York)
- KOOR 1010 kHz (Portland, Oregón)[nota 6]
- KFLC 1270 kHz (Dallas, Texas)
- KSVE 1650 kHz (El Paso, Texas)[nota 3]
- KGBT 1530 kHz (Harlingen, Valle del Río Grande, Texas)
- KLAT 1010 kHz (Houston, Texas)
- KBZO 1460 kHz (Lubbock, Texas)[nota 3]

## Anteriores afiliadas
- XEXX-AM 1420 kHz (Tijuana, Baja California)
- KCOR 1350 kHz (San Antonio, Texas)
- KTNQ 1020 kHz (Los Ángeles) [volvió a su anterior formato de noticias/entrevistas]
- WWBG 1470 kHz (Greensboro, Carolina del Norte)
- KLSQ 870 kHz (Las Vegas) [Al principio, silencio a largo plazo; ahora retransmitiendo éxitos clásicos españoles]
- KROM-HD2 92,9 MHz (San Antonio)
- KHOV-FM 105.1 MHz (Phoenix, Arizona)
- WJFK 1580 kHz (Washington D. C.)